# 三浦澄能
三浦 澄能（みうら すみよし）は、日本の実業家。住友電設社長。

## 略歴
- 宮城県古川市出身。
- 宮城県古川高等学校卒業
- 東京大学経済学部卒業
- 住友電設入社。
- 取締役就任。
- 住友電設社長就任。